# Петелин, Борис Алексеевич
Борис Алексеевич Петелин (15 августа 1924, Старый Оскол, Воронежская губерния, СССР — 23 июня 1990, Москва) — советский хоккеист (хоккей с шайбой и хоккей с мячом), нападающий, чемпион (1954) и многократный призёр чемпионатов СССР по хоккею с шайбой, заслуженный мастер спорта СССР (1954), судья республиканской категории (1962).

## Биография
Родился 15 августа 1924 года в городе Старый Оскол Воронежской губернии (ныне — в составе Белгородской области).
Жил в Магадане, учился в Магаданской школе № 1. С 1936 года играл в футбол и хоккей с мячом в детской команде «Динамо» (Магадан).
В начале своей спортивной карьеры Петелин выступал за дальневосточные клубы по хоккею с мячом — магаданское «Динамо» (1940—1941) и владивостокское «Динамо» (1943—1946). В 1943—1946 годах также играл за сборную Приморского края. В 1947—1948 годах выступал за московское «Динамо», в составе которого в 1948 году завоевал Кубок СССР по хоккею с мячом.
Осенью 1948 года переключился на хоккей с шайбой. Выступал за команду «Динамо» (Москва) с 1948 по 1959 год. В её составе в 1954 году он стал чемпионом СССР, также два раза был серебряным и семь раз — бронзовым призёром чемпионата СССР. Играл в тройке нападения вместе с Александром Уваровым и Валентином Кузиным. Всего в составе «Динамо» в чемпионатах СССР провёл 206 матчей, забросив 110 шайб.
В составе сборной СССР в 1954—1955 годах участвовал в ряде товарищеских матчей, забросил не менее пяти шайб. По разным сведениям, всего за сборную СССР провёл от восьми до десяти игр.
В 1958 году окончил школу тренеров при ГЦОЛИФК.
Однако тренером практически не работал. По окончании игровой карьеры работал слесарем на одном из московких заводов.
В 1985 году был награждён Орденом Отечественной войны II степени.
Умер 23 июня 1990 года в Москве. Похоронен на Головинском кладбище (участок № 19).

## Достижения
Хоккей с мячом
- Обладатель Кубка СССР — 1948[2].

Хоккей с шайбой
- Чемпион СССР — 1954[1].
- Серебряный призёр чемпионата СССР — 1950, 1951[1].
- Бронзовый призёр чемпионата СССР — 1949, 1952, 1953, 1955, 1956, 1957, 1958[1].
- Финалист Кубка СССР — 1955[1].
- Чемпион Всемирных зимних студенческих игр — 1953[1].